# Illa Yeo
L'illa Yeo és una illa de la costa nord de la província canadenca de la Colúmbia Britànica. Està separada de la península Don, a l'oest, pel canal Spiller, i de la península de Coldwell, a l'est, pel canal de Bullock. Va ser cartografiada i circumnavegada per primera vegada el 1793 per James Johnstone, un dels tinents de George Vancouver durant la seva expedició de 1791 a 1795.
Va rebre el nom del doctor Gerald Yeo, un cirurgià de l'HMS Ganges a la Pacific Station entre 1857 i 1860.